# Patinação de velocidade nos Jogos Olímpicos de Inverno de 2018
As competições de patinação de velocidade nos Jogos Olímpicos de Inverno de 2018 foram realizadas no Gangneung Oval, localizado na subsede de Gangneung, entre 10 e 24 de fevereiro.
Em 2015 o Comitê Olímpico Internacional aprovou a adição das provas de largada coletiva, tanto no masculino quanto no feminino, totalizando 14 eventos com distribuição de medalhas.

## Programação
A seguir está a programação da competição para os 14 eventos da modalidade.
Horário local (UTC+9).
| Data            | Horário | Evento                                                |
| --------------- | ------- | ----------------------------------------------------- |
| 10 de fevereiro | 20:00   | 3000 m feminino                                       |
| 11 de fevereiro | 16:00   | 5000 m masculino                                      |
| 12 de fevereiro | 21:30   | 1500 m feminino                                       |
| 13 de fevereiro | 20:00   | 1500 m masculino                                      |
| 14 de fevereiro | 19:00   | 1000 m feminino                                       |
| 15 de fevereiro | 20:00   | 10000 m masculino                                     |
| 16 de fevereiro | 20:00   | 5000 m feminino                                       |
| 18 de fevereiro | 20:00   | Perseguição por equipes masculino – qualificação      |
| 18 de fevereiro | 20:00   | 500 m feminino                                        |
| 19 de fevereiro | 20:00   | Perseguição por equipes feminino – qualificação       |
| 19 de fevereiro | 20:00   | 500 m masculino                                       |
| 21 de fevereiro | 20:00   | Perseguição por equipes masculino & feminino – finais |
| 23 de fevereiro | 19:00   | 1000 m masculino                                      |
| 24 de fevereiro | 20:00   | Largada coletiva masculina & feminina                 |

## Medalhistas
Masculino
| Evento                           | Ouro                                                                                 | Prata                                                       | Bronze                                                                   |
| -------------------------------- | ------------------------------------------------------------------------------------ | ----------------------------------------------------------- | ------------------------------------------------------------------------ |
| 500 m detalhes                   | Håvard Holmefjord Lorentzen NOR Noruega                                              | Cha Min-kyu KOR Coreia do Sul                               | Gao Tingyu CHN China                                                     |
| 1000 m detalhes                  | Kjeld Nuis NED Países Baixos                                                         | Håvard Holmefjord Lorentzen NOR Noruega                     | Kim Tae-yun KOR Coreia do Sul                                            |
| 1500 m detalhes                  | Kjeld Nuis NED Países Baixos                                                         | Patrick Roest NED Países Baixos                             | Kim Min-seok KOR Coreia do Sul                                           |
| 5000 m detalhes                  | Sven Kramer NED Países Baixos                                                        | Ted-Jan Bloemen CAN Canadá                                  | Sverre Lunde Pedersen NOR Noruega                                        |
| 10000 m detalhes                 | Ted-Jan Bloemen CAN Canadá                                                           | Jorrit Bergsma NED Países Baixos                            | Nicola Tumolero ITA Itália                                               |
| Largada coletiva detalhes        | Lee Seung-hoon KOR Coreia do Sul                                                     | Bart Swings BEL Bélgica                                     | Koen Verweij NED Países Baixos                                           |
| Perseguição por equipes detalhes | Håvard Bøkko Simen Spieler Nilsen Sverre Lunde Pedersen Sindre Henriksen NOR Noruega | Lee Seung-hoon Chung Jae-won Kim Min-seok KOR Coreia do Sul | Patrick Roest Jan Blokhuijsen Sven Kramer Koen Verweij NED Países Baixos |

Feminino
| Evento                           | Ouro                                                       | Prata                                                                          | Bronze                                                                            |
| -------------------------------- | ---------------------------------------------------------- | ------------------------------------------------------------------------------ | --------------------------------------------------------------------------------- |
| 500 m detalhes                   | Nao Kodaira JPN Japão                                      | Lee Sang-hwa KOR Coreia do Sul                                                 | Karolína Erbanová CZE República Checa                                             |
| 1000 m detalhes                  | Jorien ter Mors NED Países Baixos                          | Nao Kodaira JPN Japão                                                          | Miho Takagi JPN Japão                                                             |
| 1500 m detalhes                  | Ireen Wüst NED Países Baixos                               | Miho Takagi JPN Japão                                                          | Marrit Leenstra NED Países Baixos                                                 |
| 3000 m detalhes                  | Carlijn Achtereekte NED Países Baixos                      | Ireen Wüst NED Países Baixos                                                   | Antoinette de Jong NED Países Baixos                                              |
| 5000 m detalhes                  | Esmee Visser NED Países Baixos                             | Martina Sáblíková CZE República Checa                                          | Natalya Voronina OAR Atletas Olímpicos da Rússia                                  |
| Largada coletiva detalhes        | Nana Takagi JPN Japão                                      | Kim Bo-reum KOR Coreia do Sul                                                  | Irene Schouten NED Países Baixos                                                  |
| Perseguição por equipes detalhes | Miho Takagi Ayano Sato Nana Takagi Ayaka Kikuchi JPN Japão | Marrit Leenstra Ireen Wüst Antoinette de Jong Lotte van Beek NED Países Baixos | Heather Bergsma Brittany Bowe Mia Manganello Carlijn Schoutens USA Estados Unidos |

## Quadro de medalhas
| Ordem | País                            | Medalha de ouro | Medalha de prata | Medalha de bronze |    | Ordem por total |
| ----- | ------------------------------- | --------------- | ---------------- | ----------------- | -- | --------------- |
| 1     | NED Países Baixos               | 7               | 4                | 5                 | 16 | 1               |
| 2     | JPN Japão                       | 3               | 2                | 1                 | 6  | 3               |
| 3     | NOR Noruega                     | 2               | 1                | 1                 | 4  | 4               |
| 4     | KOR Coreia do Sul               | 1               | 4                | 2                 | 7  | 2               |
| 5     | CAN Canadá                      | 1               | 1                |                   | 2  | 5               |
| 6     | CZE República Checa             |                 | 1                | 1                 | 2  | 5               |
| 7     | BEL Bélgica                     |                 | 1                |                   | 1  | 7               |
| 8     | OAR Atletas Olímpicos da Rússia |                 |                  | 1                 | 1  | 7               |
|       | CHN China                       |                 |                  | 1                 | 1  | 7               |
|       | USA Estados Unidos              |                 |                  | 1                 | 1  | 7               |
|       | ITA Itália                      |                 |                  | 1                 | 1  | 7               |
| TOTAL | TOTAL                           | 14              | 14               | 14                | 42 | —               |